# Aegialites kunashirensis
Aegialites kunashirensis là một loài bọ cánh cứng trong họ Salpingidae. Loài này được Zerche miêu tả khoa học năm 2004.